# Crisant Bosch
Crisant Bosch (Barcellona, 26 dicembre 1907 – Barcellona, 13 aprile 1981) è stato un calciatore spagnolo, di ruolo attaccante.